# Fyodor Terentyev
Fyodor Mikhaylovich Terentyev (né le 4 octobre 1925 et décédé le 20 janvier 1963) est un ancien fondeur soviétique.

## Jeux olympiques
- Jeux olympiques d'hiver de 1956 à Cortina d'Ampezzo 
  -  Médaille d'or en relais 4 × 10 km.
  -  Médaille de bronze sur 50 km.

## Championnats du monde
- Championnats du monde de ski nordique 1954 à Falun 
  -  Médaille d'argent en relais 4 × 10 km.
- Championnats du monde de ski nordique 1958 à Lahti 
  -  Médaille d'argent en relais 4 × 10 km.